# Kutina
Kutina er en by i det centrale Kroatien, den største bosættelse i den bakkede region Moslavina, i distriktet Sisak-Moslavina. Selve byen har en befolkning på 13.735 (2011), mens befolkningen i  hele kommunen  er 22.760.
Bosættelsen Kutina blev nævnt   første gang  i de historiske optegnelser i 1256.
Den er regionens industrielle centrum med petrokemisk industri,  produktion af elektroniske komponenter og en række mindre iværksættere. Der er en lang tradition for massemedier i Kutina, med Moslavački list (lokal avis) og Radio Moslavina (lokal radiostation). Det oprindelige hovedkvarter for Nezavisna Televizija (NeT), en regional kommerciel tv-station, var stationeret i Voloder nær Kutina.
Kutina er kendt for sin aktive ungdomsscene og den alternativt orienterede klub Baraka. Hovedattraktioner er naturparken Lonjsko polje, den barokke fæstningskirke Sankt Maria i sneen, gamle træhuse kaldet Trijem (eng. Porch) eller Čardak, Moslavinas bakker med ruiner af "borge" fra middelalderen.
En særlig attraktion er Moslavinas vinveje, hvor en besøgende kan tage en slurk af kroatisk og regional ægte vin Škrlet (Skrlet).

## Historie
I slutningen af det 19. og begyndelsen af det 20. århundrede var Kutina en distriktshovedstad i Bjelovar-Križevci-distriktet i Kongeriget Kroatien og Slavonien.